# Varanus dalubhasa
Varanus dalubhasa є видом ящірок родини Varanidae. Зустрічається на Філіппінах. Цей вид зустрічається в низці середовищ від первісних лісів до міських районів, найчастіше в мангрових заростях і прибережних областях. Повідомляється про те, що тварини стають залежними від людських відходів як основного джерела їжі. Тварин також багато в заповідних територіях, що характеризуються рівнинними лісами. Його ареал лежить в районі великих рисових полів. Вважається, що ці варани ховаються в ущелинах скель або на деревах, часто поблизу води, і навколо людського житла. Окремі особини можна зустріти в печерах. Більшість спостережень молодих особин стосується тварин, які гріються на валунах або підстилці листя, тоді як дорослі особини піддаються сонячному світлу, лазячи по стовбурах діптерокарпових. Немає конкретних даних про історію життя, але, ймовірно, він схожий на споріднені види.